# هدایت شعارغفاری
 هدایت شعارغفاری  بازیکن سابق فوتبال اهل ایران است. وی سابقه بازی در باشگاه فوتبال هما را دارد.
وی سابقه ۹ بازی ملی نیز در کارنامه دارد.